# Sarah Holst Sonnichsen
Sarah Holst Sonnichsen ou Sarah Sonnichsen (née le 10 février 1995) est une archère danoise.

## Biographie
Sonnichsen remporte son premier podium européen en 2014 alors qu'elle remporte le bronze à l'individuelle femme. En 2015, elle remporte sa première étape de la coupe du monde à Wrocław. En 2016, elle remporte son premier championnat du monde en remportant l'or à l'épreuve par équipe femme aux championnats du monde en salle 2016.

## Palmarès
- Championnats du monde[2]
  -  Médaille de bronze à l'épreuve par équipe mixte aux championnats du monde junior 2011 à Legnica.
  -  Médaille d'argent à l'épreuve individuelle femme aux championnats du monde junior 2015 à Yankton.

- Championnats du monde en salle[2]
  -  Médaille d'or à l'épreuve par équipe femme aux championnats du monde en salle 2016 à Ankara (avec Erika Anear et Tanja Jensen).

- Coupe du monde[2]
  -  Médaille d'or à l'épreuve par équipe mixte à la coupe du monde 2015 de Wrocław.
  -  Médaille d'argent à l'épreuve individuelle femme à la coupe du monde 2016 de Shanghai.
  -  Médaille d'or à l'épreuve par équipe femme à la coupe du monde 2016 de Shanghai.
  -  2e à la coupe du monde à l'épreuve individuelle femme à la coupe du monde 2016 à Odense.
  -  Médaille d'argent à l'individuelle femme à la coupe du monde 2017 de Shanghai.
  -  Médaille d'argent à l'épreuve par équipe femme à la coupe du monde 2017 de Shanghai.
  -  Médaille d'argent à l'épreuve par équipe mixte à la coupe du monde 2017 de Shanghai.
  -  Médaille d'or à l'épreuve individuelle femme à la coupe du monde 2017 de Antalya.
  -  Médaille d'or à l'épreuve par équipe femme à la coupe du monde 2017 de Antalya.
  -  Médaille d'or à l'épreuve par équipe mixte à la coupe du monde 2017 de Antalya.
  -  Médaille d'argent à l'épreuve individuelle femme à la coupe du monde 2017 de Salt Lake City.
  -  Médaille d'or à l'épreuve individuelle femme à la coupe du monde 2017 de Berlin.
  -  Médaille de bronze à l'épreuve par équipe femme à la coupe du monde 2017 de Berlin.
  -  Coupe du monde à l'épreuve par équipe mixte à la coupe du monde 2017 à Rome.

- Coupe du monde en salle[2]
  -  Médaille d'argent à l'épreuve individuelle femme à la coupe du monde en salle 2015 de Marrakech.
  -  Coupe du monde à l'épreuve individuelle femme à la coupe du monde en salle 2015 à Las Vegas.
  -  Médaille de bronze à l'épreuve individuelle femme à la coupe du monde en salle 2016 de Nîmes.

- Championnats d'Europe[2]
  -  Médaille de bronze à l'épreuve individuelle femme aux championnats d'Europe de 2014 de Echmiadzin.

- Championnats d'Europe en salle[2]
  -  Médaille d'argent à l'épreuve individuelle femme junior aux championnats d'Europe en salle de 2013 à Rzeszów[3].
  -  Médaille d'or à l'épreuve par équipe femme junior aux championnats d'Europe en salle de 2013 à Rzeszów[3].
  -  Médaille d'or à l'épreuve individuelle femme junior aux championnats d'Europe en salle de 2014 de Koper.
  -  Médaille d'or à l'épreuve par équipe femme aux championnats d'Europe en salle de 2017 de Vittel.

- Jeux mondiaux[2]
  -  Médaille d'or à l'épreuve par équipe mixte aux Jeux mondiaux de 2017 de Wrocław.